# Amazing (песня Канье Уэста)
«Amazing» — третий сингл с четвёртого студийного альбома американского хип-хоп артиста Канье Уэста. Песня исполнена совместно с Young Jeezy, а также содержит вокал британского исполнителя Mr Hudson. Также трек использовался во время матчей плей-офф НБА 2009, а также представлен саундтреке NBA 2K10.

## Клип
Клип для трека «Amazing» был снят на острове Кауаи, Гавайи режиссёром Гайпом Вильямсом (рус. Hype Williams). Впервые клип был показан 23 апреля 2009 года на канале BET. В отличие от предшествовавших клипов на синглы с альбома 808’s & Heartbreak, это видео не несёт особой культурной нагрузки. В нём демонстрируются гавайские пейзажи, а также полуобнажённые женские фигуры (снялись модели Ванесса Уисли и Свитти Сайонид) на фоне горящего в ночи костра. Первый куплет Канье поёт, находясь рядом с этим самым костром, второй — стоя в зарослях, третий — на катере, плывущим вдоль берега. Припев сопровождается показом аэросъёмок лесов и Канье, стоящего на горе. Куплет Young Jeezy зачитывает опять-таки на фоне костра.

## Позиции в чартах
| Чарт (2008/2009)                     | Позиция |
| ------------------------------------ | ------- |
| Billboard Türkiye Top 20             | 11      |
| Swedish Singles Chart                | 42      |
| U.S. Billboard Hot 100               | 81      |
| U.S. Billboard Hot R&B/Hip-Hop Songs | 65      |
| U.S. Billboard Hot Rap Tracks        | 22      |
| Hot Canadian Digital Singles         | 63      |